# البهاء زهير
بهاء الدين زهير (1186م - 1258م / 5 ذو الحجة 581 هـ - 4 ذو القعدة 656 هـ)، زهير بن محمد بن علي المهلبي العتكي بهاء الدين، شاعر من العصر الأيوبي.
ولد بوادي نخلة بالقرب من مكة المكرمة في الخامس من شهر ذي الحجة سنة 581 هـ، ومات رابع أيام شهر ذي القعدة بوباء حدث في مصر سنة 656هـ، نشأ وتلقى تعليمه بقوص بصعيد مصر وهي بلدة كانت عامرة زاهرة بالعلوم وليس في الديار المصرية وقتئذ بعد القاهرة أكثر منها عمراناً.
لما ظهر نبوغه وشاعريته التفت إليه الحكام بقوص فأسبغوا عليه النعماء وأسبغ عليهم القصائد. وطار ذكره في البلاد وإلى بني أيوب فخصوه بعينايتهم وخصهم بكثير من مدائحه. توثقت صلة بينه وبين الملك الصالح أيوب ويذكر أنه استصحبه معه في رحلاته إلى الشام وأرمينية وبلاد العرب. مات البهاء زهير في ذي القعدة 656 هـ.

## قالوا عنه
يقول ابن خلكان في ترجمته:
| البهاء زهير | من فضلاء عصره وأحسنهم نظما ونثرا وخطا ومن أكبرهم مروءة كان قد اتصل بخدمة السلطان الملك الصالح نجم الدين أبي الفتح أيوب بن الملك الكامل بالديار المصرية وتوجه في خدمته إلى البلاد الشرقية وأقام بها إلى أن ملك الملك الصالح مدينة دمشق فانتقل إليها في خدمته وأقام كذلك إلى أن جرت الكائنة المشهورة على الملك الصالح وخرجت عنه في دمش وخانه عسكره وهو على نابلس وتفرق عنه وقبض عليه ابن عمه الملك الناصر داود صاحب الكرك واعتقله بقلعة الكرك فأقام بهاء الدين زهير المذكور بنابلس محافظة لصاحبه ولم يتصل بغيره ولم يزل على ذلك حتى خرج الملك الصالح وملك الديار المصرية وقدم إليها في خدمته وذلك في أواخر ذي القعدة سنة سبع وثلاثين وستمائة. وكنت يومئذ مقيما بالقاهرة وأود لو اجتمعت به لما كنت أسمع عنه فلما وصل اجتمعت به ورأيته فوق ما سمعت عنه من مكارم الأخلاق وكثرة الرياضة ودماثة السجايا وكان متمكنا من صاحبه كبير القدر عنده لا يطلع على سره الخفي غيره ومع هذا كله فإنه كان لا يتوسط عنده إلا بالخير ونفع خلقا كثيرا بحسن وساطته وجميل سفارته. وأنشدني شيئا كثيرا وشعره كله لطيف وهو كما يقال السهل الممتنع وأجازني رواية ديوانه وهو كثير الوجود بأيدي الناس فلا حاجة إلى الإكثار من ذكر مقاطيعه. ثم حصل بمصر والقاهرة مرض عظيم لم يكد يسلم منه أحد وكان بهاء الدين المذكور ممن مسه ألم فأقام به أيام ثم توفي قبل المغرب يوم الأحد رابع ذي القعدة من السنة المذكورة. | البهاء زهير |

شعره كله لطيف وهو كما يقال السهل الممتنع، قال ابن حجة الحموي في شرح بديهيته المسمى خزانة الادب عند الكلام على السهولة:
| البهاء زهير | مذهبي أن البهاء زهير قائد عنان هذا النوع وفارس ميدان | البهاء زهير |

وأورد له من شعره ثلاث صفحات شاهداً على ذلك.
وهو يأتي بهذه الأوزان الخفيفة ليطالعنا بقدرته الفنية في إخراج أوزان تنساب فيها النغمات العذبـة في جوها الموسيقي الحافل بالألحان الشجية فصارت بهذه الأوزان قصائده شعراً غنائياً جميلاً، وقد علق على هذه الأوزان مصطفى عبد الرزاق حين قال:
| البهاء زهير | انتشرت في عهد البهاء زهير أوزان التواشيح الآتية من الأندلس وذلك لا بدّ أن يكون نبه الشعراء إلى فن من الألحان الشعرية جديد، فاهتدت الفطر الموسيقية إلى اختيار البحور اللطيفة والأوزان الموفورة الحظ من الموسيقى ومن التأثير، وهذا شأن البهاء زهير، فإننا نجده في غير شعر المديح قلما يركن إلى غيره من الأوزان الخفيفة. | البهاء زهير |

## مختارات شعره
يقول:
ويقول:
ويقول:
ويقول:
ويقول:
ويقول:
ويقول:
ويقول:
ويقول:
ويقول:

## سبب تغير الملك الصالح عليه
لم يكن تغير الملك الصالح عليه لريبة أو لسوء ظن بل لغفلة غفلها - وجل من لا يغفل ولا يسهو - وكان الملك الصالح كثير التخيل والغضب والمؤخذة حتى على الذنب الصغير والمعاقبة على الوهم لا يقيل عثرة ولا يقبل معذرة.
والغفلة التي غفلها البهاء زهير بل الزلة التي زلها هو أنه كتب عن الملك الصالح كتاباً إلى الملك الناصر داود صاحب الكرك، وأدخل الكتاب إلى الملك الصالح ليقره ويوقعه حسب العادة فلما وقف عليه الملك الصالح كتب بخطه بين الاسطر «أنت تعرف قلة عقل ابن عمي وانه يحب من يصله ويعطيه من يده فأكتب له غير هذا الكتاب ما يعجبه».
وبعث بالكتاب إلى البهاء زهير ليغيره وكان البهاء مشغولاً فاعطاه لأحد من معيته ليختمه ويجهزه إلى الملك الناصر داود ولم يتأمل ما فيه فذهب به الرسول، فأستبطا الملك الصالح عودة الكتاب اليه ثانياً فسأل عنه البهاء فقال له: أرسلته، فقال له: ألم تقف على ما كتبه بخطي بين الاسطر؟ فقال البهاء: ومن يجسر أن يقف على ما يكتبه الملك لأبن عمه.
فقامت قيامة الملك وبعث من يرد الرسول فلم يدركه حيث وصل إلى الملك الناصر داود فعظم عليه ما فيه وتألم منه وكتب جوابه للملك الصالح يعتب عليه فيه العتب المؤلم ويقول له فيه والله ما بي ما يصدر منك في حقي وإنما بي أطلاع كتابك على مثل هذا فعز ذلك على الملك الصالح فغضب على البهاء زهير.